# Darren O'Day
Darren Christopher O'Day (Jacksonville, 22 ottobre 1982) è un giocatore di baseball statunitense, lanciatore di rilievo per i Atlanta Braves della Major League Baseball.

## Carriera

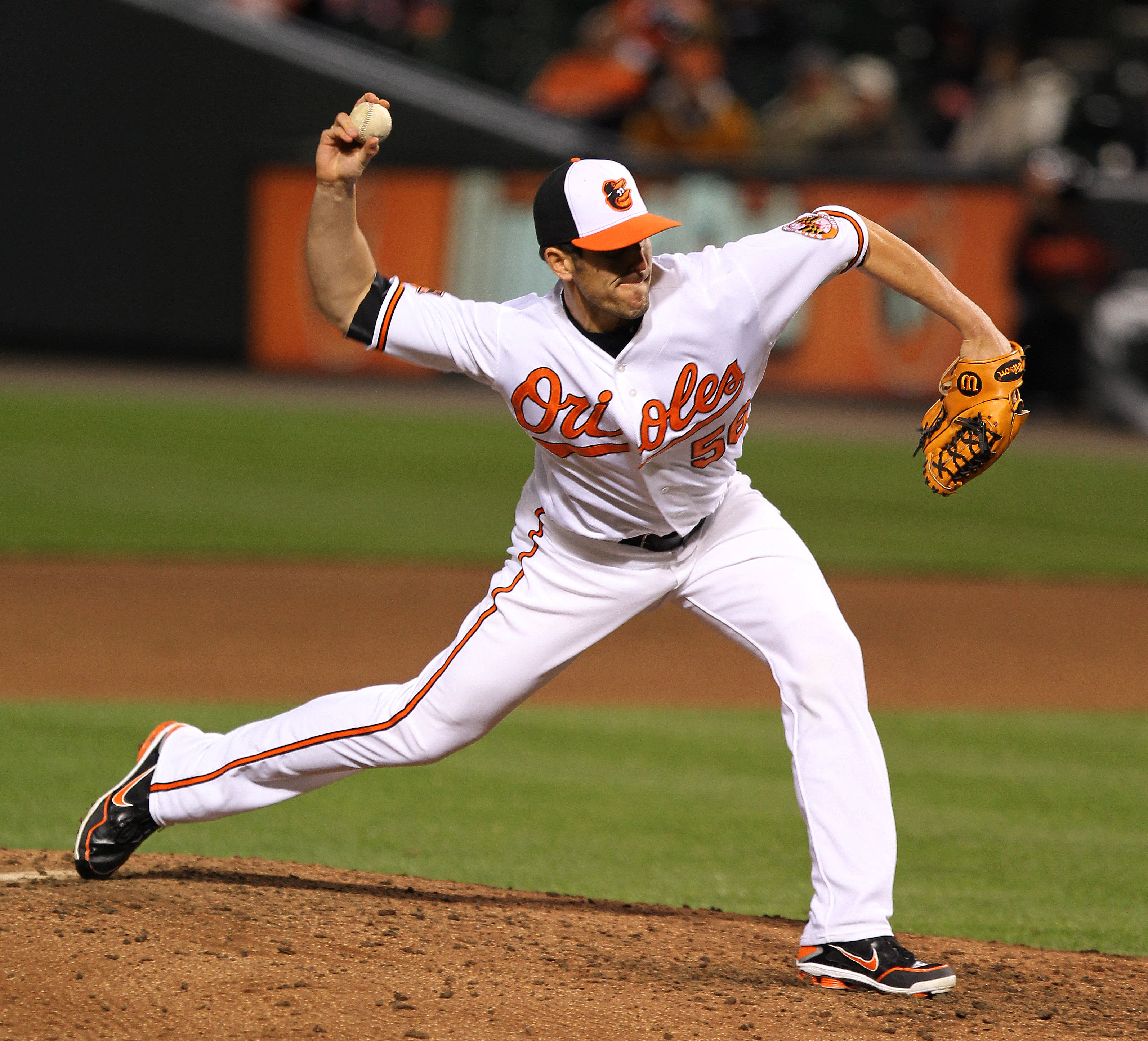
O'Day con gli Orioles nel 2012

### Inizi e Minor League
Darren O'Day è nato a Jacksonville nello Stato della Florida. Frequentò la Bishop Kenney High School nella sua città natale e successivamente l'Università della Florida di Gainesville. Dopo aver frequentato l'università senza però essere stato sezionato da nessun team, nel 2006 O'Day firmò come free agent con i Los Angeles Angels of Anaheim. Nello stesso anno venne schierato sia nella classe Rookie che nella classe A. Nel 2007 giocò nella classe A-avanzata e nella Doppia-A.

### Major League
Debuttò in MLB il 31 marzo 2008 al Hubert H. Humphrey Metrodome di Minneapolis, contro i Minnesota Twins. Schierato nella parte bassa dell'ottavo inning, lanciò solamente in quell'inning, ottenendo uno strikeout e concedendo due valide e una base su ball intenzionale. Concluse la stagione con 30 partite disputate nella MLB e 21 nella Tripla-A.
L'11 dicembre 2008, i New York Mets selezionarono O'Day durante il Rule 5 Draft.
Il 22 aprile 2009, dopo essere stato messo fuori squadra appena quattro giorni prima, fu selezionato dalla lista trasferimenti dei Mets dai Texas Rangers. Nel 2010 partecipò per la prima volta al post stagione e alle World Series, perse poi dai Rangers contro i Giants.
Il 2 novembre 2011, i Baltimore Orioles riscattarono O'Day dalla lista dei trasferimenti dei Baltimore Orioles. Nel 2015 venne convocato per il suo primo All-Star Game.
Il 31 luglio 2018, O'Day fu scambiato, assieme a Kevin Gausman, con gli Atlanta Braves in cambio dei giocatori di minor league Brett Cumberland, Jean Carlos Encarnacion, Evan Phillips e Bruce Zimmermann. Divenne free agent dopo il termine della stagione 2020.
Il 10 febbraio 2021, O'Day firmò un contratto annuale del valore di 1,75 milioni di dollari con i New York Yankees. Il 1º maggio venne inserito nella lista degli infortunati per un problema alla cuffia dei rotatori destra. Tornò in campo nella MLB il 30 giugno e il 4 luglio, ma il 6 luglio tornò nella lista infortunati per una lesione dei muscoli ischiocrurali sinistri, che lo costrinse a chiudere in anticipo la stagione con soli 10,2 inning disputati in 12 partite.
Il 29 novembre 2021, firmò un contratto di minor league con gli Atlanta Braves.

## Palmarès
- MLB All-Star: 1

2015